# Mimesis

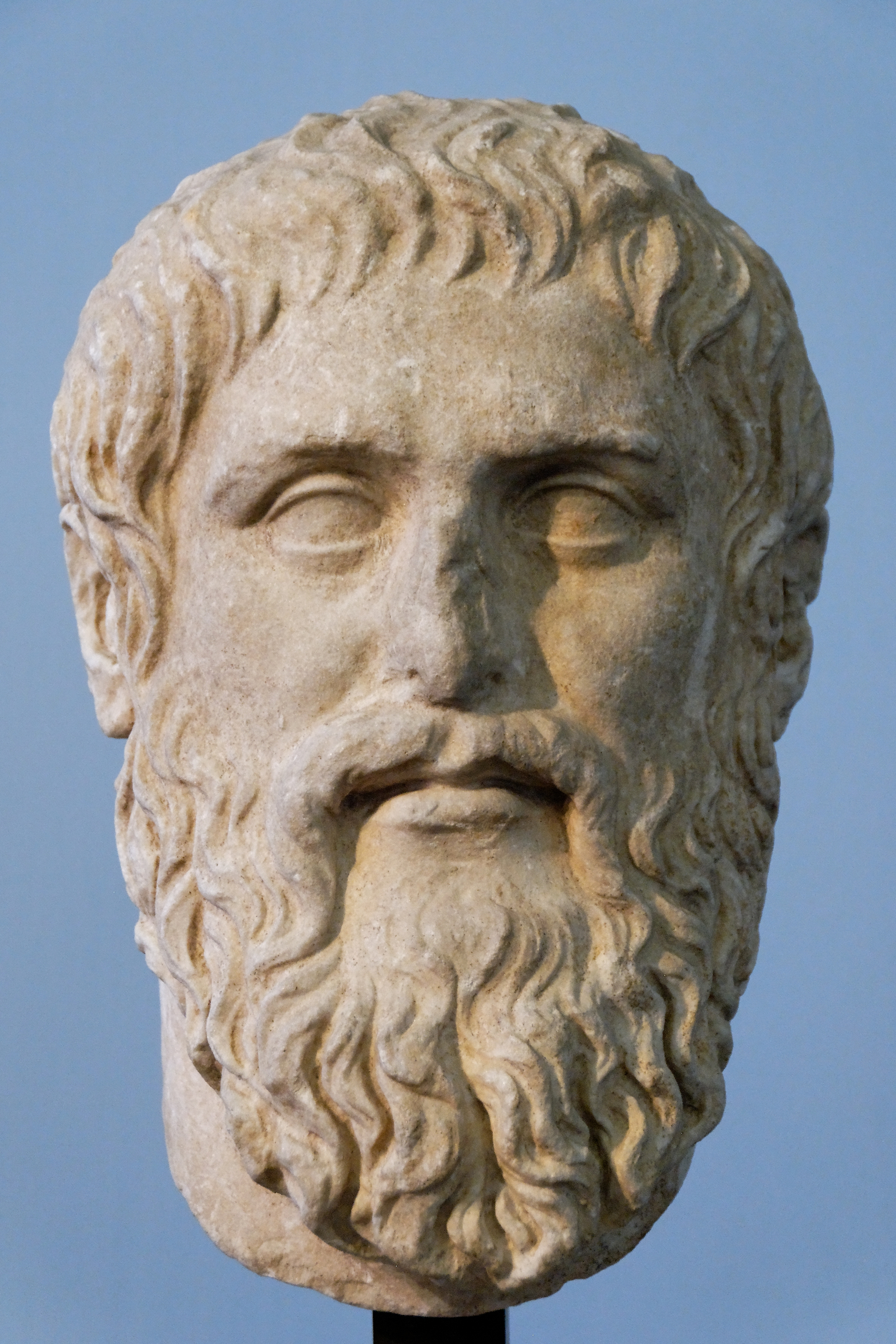
Byst av Platon, som menade att konstens imitation var underlägsen originalet.

Mimesis (grekiska: miʹmēsis ’härmning’, av mimeʹomai ’härma’) är en estetisk term som betecknar det som visas: avbild, imitation, eller reproduktion, underförstått av verkligheten eller naturen. Syftet kan vara att gestalta verkligheten för "att skapa sinnligt konkreta föreställningar hos mottagaren". Denna medvetna imitation kan sedan leda till förändring i ett samhälle.
Mimesis anses inom klassisk estetik vara konstens väsen, och används kanske med störst betoning inom realismen. I naturen motsvaras det av mimikry. Mimesis har också kommit att bli ett psykologiskt begrepp inom familjeterapi. Ordet har funnits i svenskan sedan 1912.

## Tolkningar
Förplatonska tankar kring imitation inom konsten fokuserade på hur imitation var ett sätt att representera eller föreställa något, genom att en sak delade egenskaper med ett annat.
Mimesis är med Platons terminologi att framställa berättelsen ("diegesis") på ett mimetiskt sätt (dià miméseos). Platon menade att de mimetiska konsterna var underlägsna naturen. Exempelvis presenterar han i Staten en dialog mellan Sokrates och hans lärjungar där Sokrates jämför en säng med en dikt om en säng, och hur den senare aldrig kan fånga den verkliga sängens egenskaper. Eftersom sängen i sin tur är en kopia, blir dikten om sängen en tredjehandskopia. (Se även Platons grotta.)
Aristoteles å andra sidan argumenterade i Poetiken att det ligger i människans natur att skapa konst, vilket förutom att härma också omfattar att lägga till symbolik och struktur för att läsaren ska få en betydelsefull upplevelse. Luckan mellan verkligheten och imitationen är, i Aristoteles syn, något positivt, eftersom det blandar igenkänning och distans.
Både Platon och Aristoteles skilde på "diegesis", där en berättare förklarar händelseförloppet och rollfigurernas tankar utifrån, medan mimesis framställer händelseförloppet såsom det äger rum. Platon menade att den dåtida tragedin och komedin var mimetiska, medan dityramb-sångerna var diegetiska och epiken var en blandning av diegesis och mimesis. Detta har i 1900-talsform kommit att kallas "show, don't tell".
Shakespeare låter Hamlet förklara att "Ty all öfverdrift strider emot skådespelets art och afsigt, hvars ändamål från början varit och ännu är att hålla fram likasom en spegel för naturen" (Akt III, Scen II, Carl August Hagbergs översättning)
Med början på 1600-talet började filosofer och författare som Rousseau och Lessing betona förhållandet mellan mimesis och personliga upplevelser och känslor, till skillnad från den objektiva verkligheten eller naturen.
1953 kom Erich Auerbachs banbrytande litteraturhistoriska översikt, Mimesis, som försökte visa hur kulturen förändrats genom hur litteraturen representerat olika saker.
Senare filosofer som Walter Benjamin och Theodore Adorno har menat att mimesis är en nödvändig del av den mänskliga naturen och föregår språk men trycks ner eller förvanskas av samhället. Det här har föranlett en större diskussion kring begreppet.
Inom modern narratologi beskrivs ofta dessa termer med ontologisk terminologi, så till exempel av Jacques Derrida, där mimesis motsvaras av repetitionen som ett konstverk utgörs av.
Den fransk-belgiska feministen Luce Irigaray har använt begreppet om den form av könskamp som kvinnor gör när de erövrar manliga stereotyper eller attribut, exempelvis bärandet av byxor. Syftet är att underminera och förringa stereotypens makt; inte att förändra stereotypen. Strategin kan även benämnas strategisk essentialism.